# Juniperus saxicola
Juniperus saxicola — вид хвойних рослин родини кипарисових. Етимологія: лат. saxum — «скеля», яп. cola — «житель».

## Поширення, екологія
Країни проживання: східна Куба. Населення обмежується трьома гірськими вершинами: Pico Cuba, Pico Real del Turquino, Pico Regino. Ці піки в безпосередній близькості один до одного, а загальне населення складає всього 53 дорослих особини. Росте в хмарному лісі на мілких ґрунтах на скелястих оголеннях і щілинах. Супутні види включають: Ilex, Cyrilla, Chusquea, Clusia tetrastigma, Brunellia camocaldifolia, Citharexylon, Lyonia macrophylla, Vaccinium leonis, Palicourea alpina, Garrya fadyenii. 

## Морфологія
Дерево або кущ 3–8 м заввишки. Листя завжди голчасте, 5–7 мм завдовжки і близько 1 мм шириною. Шишки сині з нальотом, від майже кулястої до ниркоподібної форми, 5 мм довжиною, 3–4 мм в діаметрі, 2 насіння в шишці.

## Використання
У минулому, ймовірно, використовувався для дров, тепер не використовується.

## Загрози та охорона
Великими загрозами є пожежі і втручання людини (туризм). Ще одна передбачувана проблема в тому, що не рідний Cupressus вирощується поруч з населенням J. saxicola. Якщо регенерація не контролюватиметься, то J. saxicola може бути заміщений. Невеликий розмір населення робить J. saxicola сприйнятливим до стохастичних подій, це посилюється поганою регенерацією. Необхідно негайно зупинити нинішній спад населення і створити довгострокову програму відновлення. Цей вид легко розмножується насінням і вегетативним шляхом.